# Fölling-Probe
Die Fölling-Probe dient dem Nachweis einer vermehrten Ausscheidung von Phenylbrenztraubensäure, einem Abbauprodukt der Aminosäure Phenylalanin. Phenylbrenztraubensäure wird bei der angeborenen Stoffwechselstörung Phenylketonurie in hohen Konzentrationen mit dem Urin ausgeschieden.
Gibt man zu frischem angesäuerten Urin Eisen(III)-chlorid, tritt bei Anwesenheit von Phenylbrenztraubensäure eine charakteristische Grünfärbung ein. Die Umfärbung des Urins bzw. der Probelösung kommt durch die Reduktion von Fe(III) zum grünlichen Fe(II) zustande.
Der Fölling-Test kann auch durch Aufträufeln der Eisenchloridlösung auf eine mit Urin benetzte Windel durchgeführt werden („Windeltest“). Der Test wurde vom norwegischen Arzt Ivar Asbjørn Følling in den 1950er Jahren entwickelt, kommt aber beim heutzutage üblichen Neugeborenenscreening so nicht mehr zur Anwendung.